# Comuna Amurske, Krasnohvardiiske
Amurske (în ucraineană Амурське) este o comună în raionul Krasnohvardiiske, Republica Autonomă Crimeea, Ucraina, formată din satele Amurske (reședința), Iskra, Novoivanivka, Novooleksievka, Novozuievka și Țvitkove.

## Demografie
Componența lingvistică a comunei Amurske
     Rusă (53,64%)
     Tătară crimeeană (31,84%)
     Ucraineană (10,89%)
     Alte limbi (1,06%)
Conform recensământului din 2001, majoritatea populației comunei Amurske era vorbitoare de rusă (53,64%), existând în minoritate și vorbitori de tătară crimeeană (31,84%) și ucraineană (10,89%).